# 曾熙

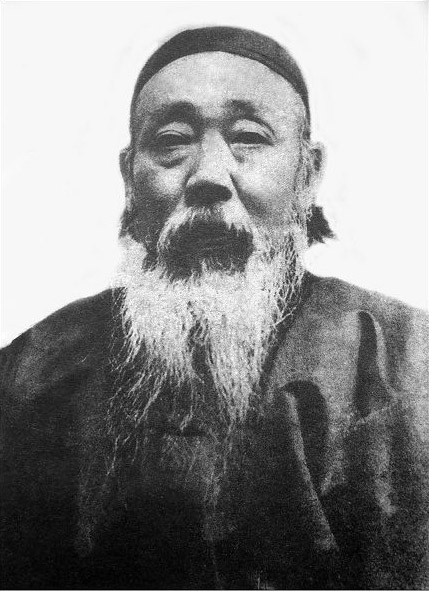

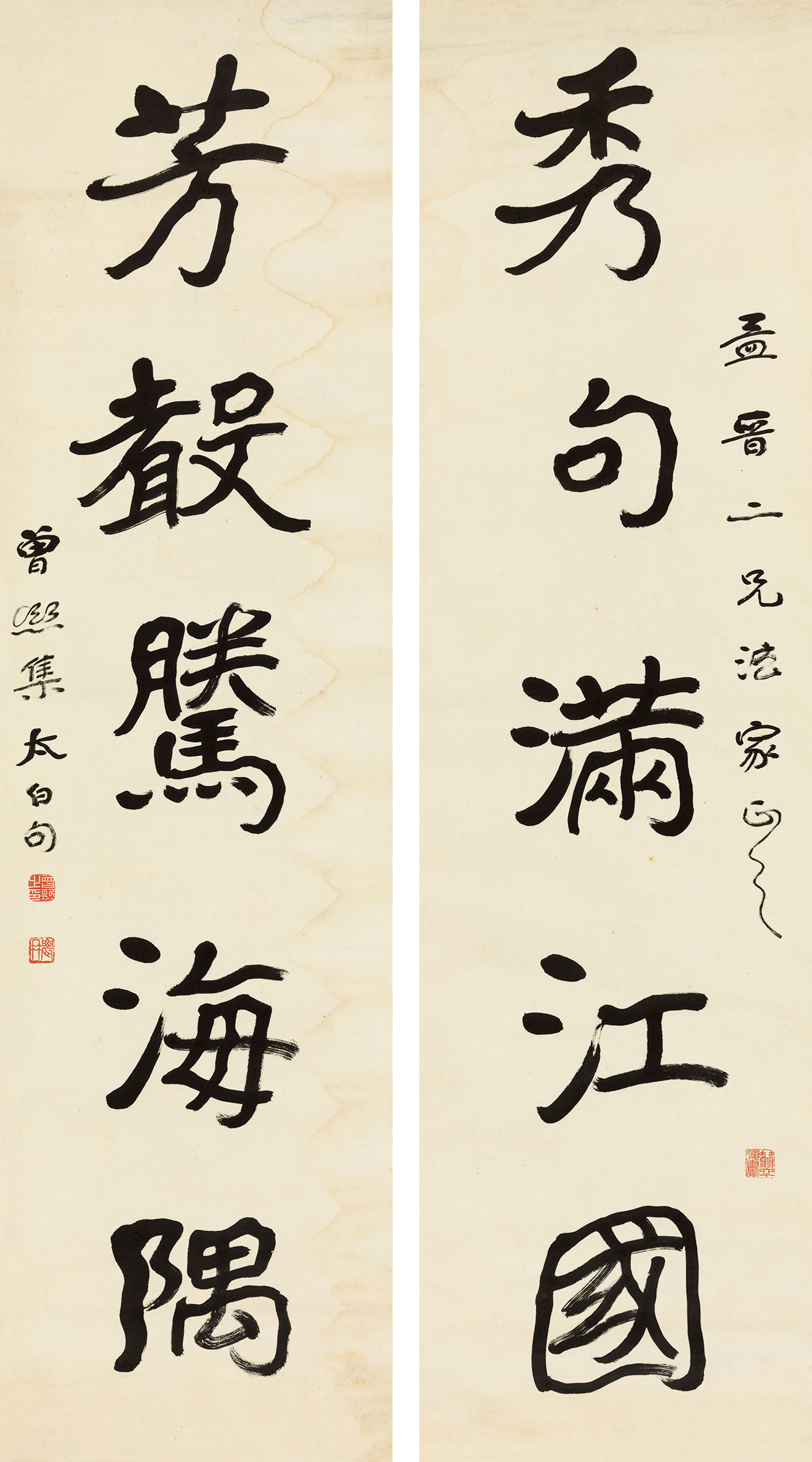
曾熙书法

曾熙（1861年—1930年），字子緝，晚號農髯，湖南衡陽人。清末民初教育家、书画家、书画鉴赏家、收藏家，近代海派书画领军人物之一，与吴昌硕、沈曾植、李瑞清齐名，四人被誉为“民初四大书法家”。

## 生平
曾熙1861年出生于湖南衡阳县石市乡。2岁时，父亲曾广厚就病逝，母亲靠帮人缝补浆洗维持生计，外舅时常接济。曾熙3岁就随外舅汤杏轩蒙学识字，6岁入曾氏私塾读书。曾熙8岁能吟诗赋对，可以帮人代写春联，在邻里周边有“神童”之誉。光绪二十九年（1903年），曾熙中进士、补兵部主事兼提学使及弼德院顾问。1916年，曾熙受李瑞清之邀，定居上海，与书画大师吴昌硕、李瑞清、黄宾虹并称“海上四妖”。

## 弟子
曾熙的门生共有数十人：张善孖、张大千、李仲乾、胡小石、朱大可、马宗霍等，其中最出名为张大千。

## 后人
- 孙：曾庆壬[5]
- 曾孙：曾守三[6]

曾守三青年时便随父曾庆壬四处搜集曾祖父的资料，并主编出版曾熙的年谱。